# Шуваловка (исторический район)
Шуваловка — исторический район в Петродворцовом районе Санкт-Петербурга между Санкт-Петербургским шоссе, Морским пер., парком Знаменка, Финским заливом и ручьем. Входит в состав муниципального образования «Город Петергоф».

## История
В конце XVII в. на шведской карте была обозначена как деревня Похьёйсис. В начале XVIII в. название было русифицировано, и выглядело как «Поэзи». С середины XVIII в. — имение И. И. Шувалова, с 1770-х гг. — имение К. Г. Разумовского, затем — Мятлевых. В XIX в. как деревня, так и имение неоднократно перестраивались.
В пояснительном тексте к этнографической карте Санкт-Петербургской губернии П. И. Кёппена 1849 года деревня была записана как Pohjois (Поэзи) и указано количество её жителей на 1848 год: ингерманландцев-эвремейсов — 36 м. п., 43 ж. п., всего 79 человек, а также ижоры: 37 м. п. и 45 ж. п., всего 82 человека, и 7 русских. По данным 1926 года, деревня Шуваловка входила в состав Ижорско-Знаменского сельсовета Троцкого уезда, население составляло 223 человека (из них финнов-ингерманландцев 65 человек, ижоры — 58 человек).
Год окончательного переименования деревни Поэзи в Шуваловку достоверно неизвестен.

## Современное состояние
В начале XXI в. здесь был выстроен туристический комплекс — «Русская деревня Шуваловка», включающий в свой состав гостиницу и разнообразные аттракционы для туристов